# Virginia Gardner
Virginia Elizabeth Gardner (Sacramento, 18 de abril de 1995) é uma atriz e modelo norte-americana  mais conhecida por interpretar o papel de Karolina Dean na série de televisão original do Hulu, Marvel's Runaways.

## Infância e educação
Virginia Elizabeth Gardner nasceu em Sacramento, Califórnia. Ela frequentou o Sacramento Country Day School do jardim de infância até a oitava série. Ela participou de muitas das produções do ensino médio. Brian Frishman, chefe do departamento de drama, dirigiu Gardner da sexta até a oitava série. Em 2011, ela fez educação online quando ela se mudou para Los Angeles, mas então escolheu estudar na California High School Proficiency Exame. Ela fez o teste em outubro de 2011 e descobriu que ela passou no mês seguinte.

## Carreira
Depois de aparecer na série da Disney Channel, Lab Rats, Gardner passou um ano fora da atuação para trabalhar como modelo. Quando ela se tornou absorvida em modelo, ela iria parar de atuar, mas depois ouviu falar sobre o teste para Glee. Ela tem sido modelo para Kohl's, Love Culture, HP, Hollister, LF e Famous Footwear. Em 2015, Gardner fez parte do elenco de Project Almanac como Christina Raskin, a irmã mais nova do personagem principal. Em fevereiro de 2017, foi anunciado que Gardner estrelaria como Karolina Dean em Marvel's Runaways, que é lançada no Hulu como parte de sua programação original.

## Filmografia
| Ano  | Título                | Papel            | Notas |
| ---- | --------------------- | ---------------- | ----- |
| 2015 | Project Almanac       | Christina Raskin |       |
| 2016 | Goat                  | Leah             |       |
| 2016 | Tell Me How I Die     | Anna Nickels     |       |
| 2016 | Good Kids             | Emily            |       |
| 2018 | Little Bitches        | Kelly            |       |
| 2018 | Halloween             | Vicky            |       |
| 2018 | Monster Party         | Iris             |       |
| 2018 | Liked                 | Catlin           |       |
| 2019 | Starfish              | Aubrey           |       |
| 2020 | All the Bright Places | Amanda           |       |
| 2022 | Fall                  | Hunter           |       |
| 2023 | Beautiful Disaster    | Abby Abernathy   |       |
| 2023 | See You On Venus      | Mia              |       |

| Ano       | Título                            | Papel                    | Notas                                      |
| --------- | --------------------------------- | ------------------------ | ------------------------------------------ |
| 2011      | Hart of Dixie                     | Young Lemon              | Episódio: "Hairdos & Holidays"             |
| 2012      | Lab Rats                          | Danielle                 | Episódio: "Leo's Jam"                      |
| 2013      | Glee                              | Katie Fitzgerald/Marissa | Episódios: "Shooting Star" e "Feud"        |
| 2013–2014 | The Goldbergs                     | Lexy Bloom               | Papel recorrente, 5 episódios              |
| 2015      | How to Get Away with Murder       | Molly Barlett            | Episódio: "Skanks Get Shanked"             |
| 2016      | Law & Order: Special Victims Unit | Sally Landry             | Episódio: "Fashionable Crimes"             |
| 2016      | Major Crimes                      | Brie Miller              | Episódio: "Family Law"                     |
| 2016      | Secrets and Lies                  | Rachel                   | Episódio: "The Detective", "The Daughter"  |
| 2017      | Zoo                               | Clem-2                   | Episódio: "No Place Like Home", "Diaspora" |
| 2017–2019 | Marvel's Runaways                 | Karolina Dean            | Papel principal                            |

## Prêmios e nomeações
| Ano  | Prêmio                  | Categoria        | Resultado | Ref   |
| ---- | ----------------------- | ---------------- | --------- | ----- |
| 2015 | Hollywood Beauty Awards | New Beauty Award | Venceu    | [ 4 ] |